# Lophodermium aucupariae
Lophodermium aucupariae (Schleich.) Darker (osutka jarzębinowa) – gatunek grzybów z rodziny łuszczeńcowatych (Rhytismataceae).

## Systematyka i nazewnictwo
Pozycja w klasyfikacji według Index Fungorum: Lophodermium, Rhytismataceae, Rhytismatales, Leotiomycetidae, Leotiomycetes, Pezizomycotina, Ascomycota, Fungi.
Po raz pierwszy takson ten opisał w 1821 r. Johann Christoph Schleicher, nadając mu nazwę Hysterium arucupariae. Obecną nazwę nadał mu Grant Dooks Darker w 1967 r.
Synonimy:
- Hysterium aucupariae Schleich. 1821
- Leptostroma sorbicola Hilitzer 1929[3].

## Występowanie i siedlisko
Grzyb saprotroficzny. Tworzy owocniki na martwych opadłych ogonkach i bladych, kruchych obszarach martwych opadłych listków jarząbu (Sorbus). Pojawiają się wiosną pod drzewami rosnącymi wśród skał lub przy ścianach z suchego kamienia, gdzie mogą gromadzić się opadłe ogonki i listki; bardzo rzadko natomiast spotykany jest na rozwiewanych przez wiatr ogonkach i listkach na otwartych przestrzeniach. Jest rozprzestrzeniony na całym świecie, lokalnie liczny w Europie i Ameryce Północnej. Występuje również w Polsce.